# Museu de Arte Contemporânea de Elvas
O Museu de Arte Contemporânea de Elvas (MACE) é um museu de artes contemporânea portuguesa inaugurado a 6 de julho de 2007, situando-se na cidade de Elvas.
Instalado no edifício do Antigo Hospital da Misericórdia que mais tarde passou a ser chamado Hospital Distrital de Elvas, o edifício sofreu profundas obras de reparação e oferece neste momento magníficas condições para acolher as obras que lá se encontram bem como quem o visite. Destaca-se a cafetaria no último piso do Museu onde se tem uma vista magnífica sobre a Cidade de Elvas.
O acervo deste museu é composto por MAIS DE 800 obras pertencentes à colecção de António Cachola (1949 - presente). Destaca-se a emblemática «A Noiva, 2001-2005», de Joana Vasconcelos — um gigantesco lustre com 6 metros de altura composto por milhares de tampões higiénicos.
Nesse acervo estão incluídas obras dos artistas José Pedro Croft, Rui Sanches, Pedro Calapez, José Loureiro, Pedro Casqueiro, Ângela Ferreira, Noé Sendas, Joana Vasconcelos, João Pedro Vale, Sofia Areal entre outros.